# Robert Henry (homme politique canadien)
Pour les articles homonymes, voir Robert Henry et Henry.
Robert Henry (30 novembre 1845-30 janvier 1918) est un homme politique canadien de l'Ontario. Il est brièvement député fédéral conservateur de la circonscription ontarienne de Brant-Sud en 1896.

## Biographie
Né dans le Perthshire en Écosse, Henry s'établit à Brantford avec sa famille en 1853. Il travaille initialement dans une épicerie avant de devenir gérant et partenaire dans l'entreprise d'Alfred Watts. La compagnie vient à opérer la Brantford Soap Works. 
Henry entame une carrière politique en siégeant comme conseiller au conseil municipal de Brantford en 1876 et maire de 1878 à 1879 et en 1887.
Élu sur la scène fédérale en 1896, l'élection est annulée plus tard la même année. Défait lors de l'élection partielle de 1897, il l'est à nouveau en 1900.
Après s'être installé à Détroit en 1902 avant de s'installer ensuite à Windsor. De retour à Brantford, il meurt peu de temps après à l'âge de 72 ans.